# Martinet menut comú

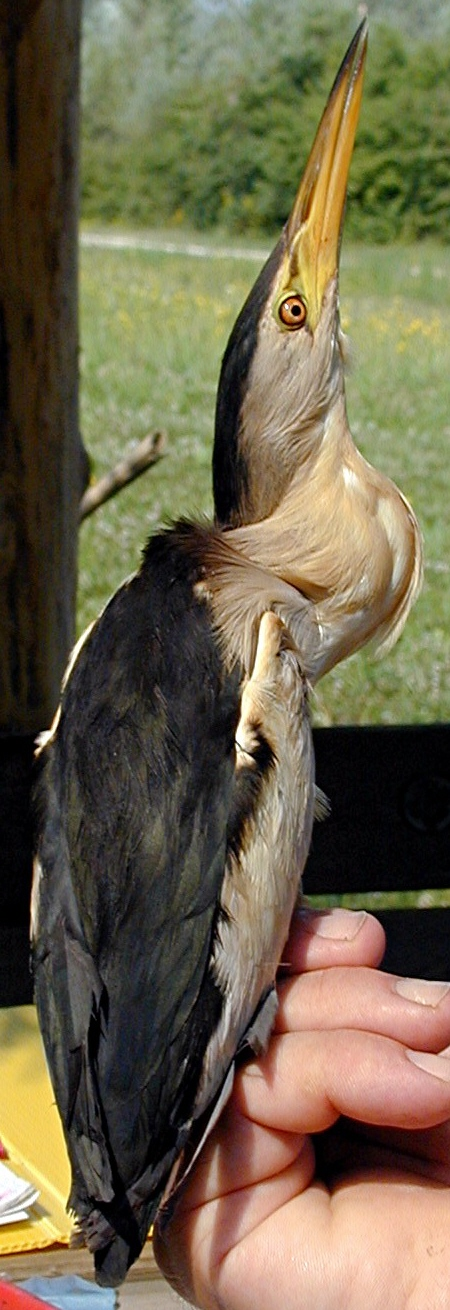
Exemplar adult.

El martinet menut, gomet, suís, caquetó, quequí o quecó (Botaurus minutus; syn: Ixobrychus minutus) és un ocell estival nidificant als Països Catalans on és més estès que el bitó. El nom comú "martinet menut", es fa extensiu a la resta d'espècies del seu gènere.

## Taxonomia
El martinet menut va ser descrit formalment pel naturalista suec Carl von Linné l'any 1766 a la dotzena edició de la seva obra Systema Naturae amb el nom binomial d'Ardea minuta. Posteriorment se'l classificà en el gènere Ixobrychus. Però un estudi filogenètic molecular de la família dels ardèids publicat el 2023 va trobar que Ixobrychus era parafilètic i per crear gèneres monofilètics, Ixobrychus es va fusionar amb el gènere Botaurus que havia estat introduït el 1819 pel naturalista anglès James Francis Stephens.

## Morfologia
- Amb 35 cm de longitud i 140 g de pes són els ardèids més petits.
- Posseeix el pili i el dors fosc i el coll i les parts inferiors de color crema.
- Les ales tenen les plomes cobertores també d'aquest darrer color, cosa que el distingeix bé en vol.
- Les potes són de color verdós.
- La femella presenta un contrast menor que el del mascle i un disseny estriat de color terrós fosc per sobre i ocraci per sota, amb una taca alar menys patent.

## Costums
Arriben als Països Catalans durant els mesos de març i abril, i migrant de nou al setembre.

## Alimentació
Menja gran quantitat d'insectes.

## Reproducció
Nidifica prop de l'aigua i és freqüent veure'l prop dels canyissars o a la riba dels canals (per exemple, als Aiguamolls de l'Empordà, als deltes de l'Ebre i del Llobregat i a les albuferes de València i de Mallorca).
La posta comença a la darreria de març i el nombre d'ous per posta oscil·la entre 2 i 6.

## Subespècies
- Ixobrychus minutus minutus (Linnaeus, 1766)
- Ixobrychus minutus payesii (Hartlaub, 1858).
- Ixobrychus minutus podiceps (Bonaparte, 1855).
- Ixobrychus minutus dubius (Matthews, 1912).